# Provincia de Sud Lípez
Sud Lípez o Sur Lípez es una provincia del departamento de Potosí al suroeste de Bolivia. Su capital es San Pablo de Lípez y el total del territorio provincial tiene un área de 15 372 km²(*).

## Historia
Hasta 1885, cuando surge la división política actual, los territorios de la antigua parcialidad likanantai de los Lípez, se trasformó en la "Provincia de Lípez" que estaba formado por 3 cantones: San Cristóbal, San Pablo y Llica. La actual provincia de Enrique Baldivieso quedaba en la jurisdicción del cantón San Cristóbal. Mediante la ley del 4 de diciembre de 1885 se dividió la provincia de Lípez en dos, creando las provincias de Nor Lípez y de Sud Lípez, la primera con lo que era el antiguo cantón San Cristóbal.
El 2 de febrero de 1917, por la importancia agropecuaria, comercial y de transporte que adquiere la zona, Colcha K se consolida como capital de la provincia, de la cual, la jurisdicción de San Agustín queda como uno de sus cantones, condición que sustenta hasta 1985.
A partir del 16 de junio de 1985, San Agustín asumió el rango de capital de la provincia de Enrique Baldivieso recién conformada.

## Ubicación
Sud Lípez es una de las dieciséis provincias del departamento de Potosí, encontrándose al extremo suroeste de Bolivia.
Limita al norte y noreste con la provincia de Nor Lípez, también al norte, en un estrecho segmento de 20 km, con la provincia de Enrique Baldivieso, al este con la provincia de Sud Chichas, por el oeste y sur con Chile y al este y sureste con la República Argentina. También ostenta el punto más sudoccidental de Bolivia ubicado en el paralelo 22°49′41.016″ de latitud sur y meridiano 67°52′35.004″ de longitud Oeste a aproximadamente 5400 m de altura sobre la falda noreste del volcán Licancabur.
La provincia de Sur Lípez se extiende de suroeste a noroeste por una longitud de 230 kilómetros y un ancho medio de 100 kilómetros.

## Fisiografía

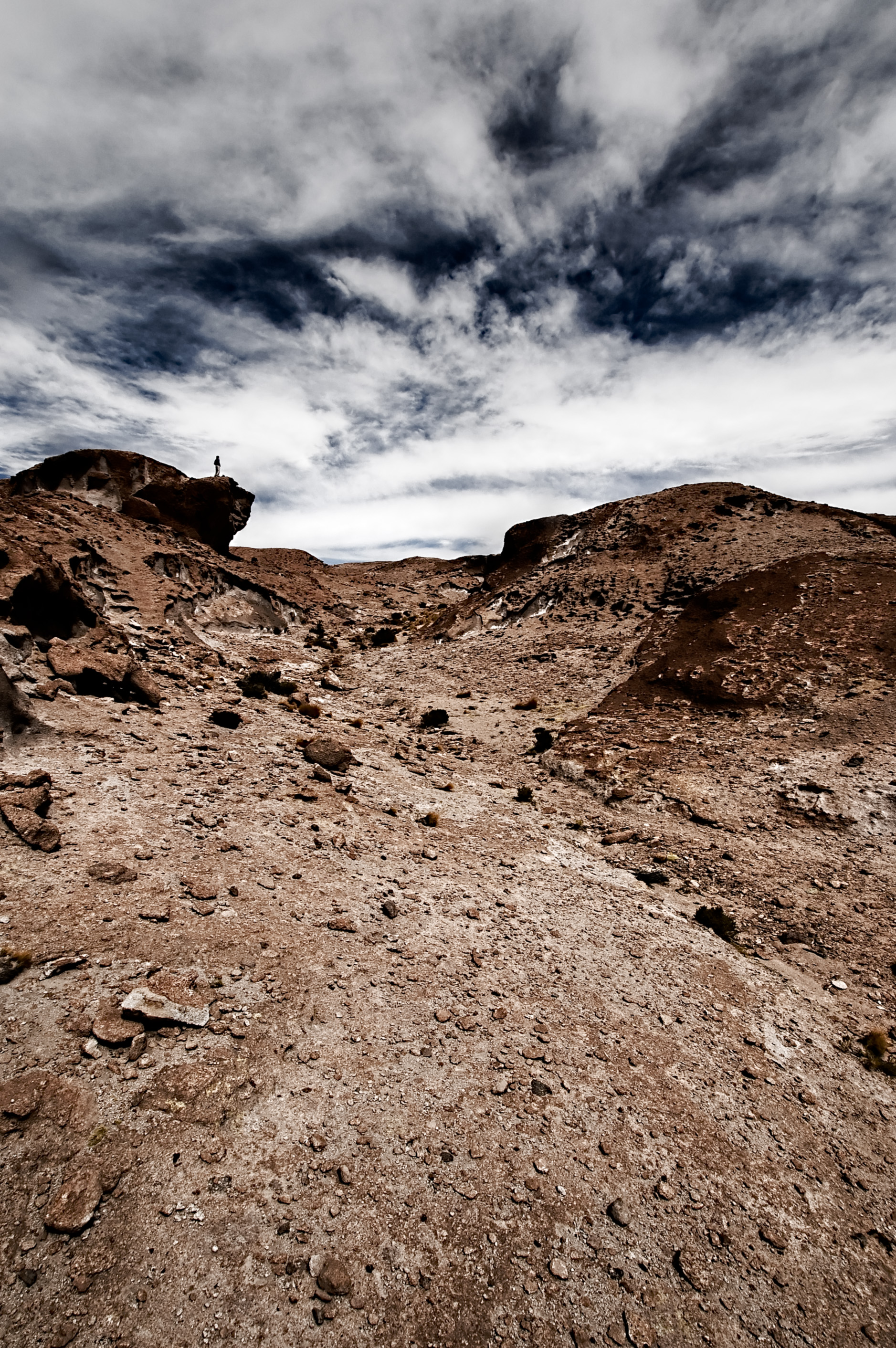
Paisaje de la provincia de Sud Lípez.

El territorio de Sud Lípez tiene como rasgo común el estar constituido por dos elevadas cuencas altiplánicas de la llamada "Puna Salada"; la altitud promedio de la Puna en la mitad occidental del territorio supera los 4000 m s. n. m. Las dos cuencas están delimitadas por la Cordillera Central de los Andes, al oeste, y la elevadísima Cordillera de Lípez en la cual se destacan el cerro Lípez con 5.929 metros de elevación y el cerro Uturuncu. En la base y fondo de las cuencas, especialmente en la región de Quetena Grande que corresponde a la mitad occidental de la provincia, abundan las lagunas a las que afluyen radialmente pequeños arroyos. Entre las lagunas se destacan la Colorada, cuyo pelo o nivel superficial de agua está a 4.378 metros sobre el nivel del mar, la laguna Verde, la Celeste y la laguna Kalina entre otras, el salar de Chalviri se ubica también en esta zona de Sur Lípez.
Debido a la altitud y al grado de continentalidad el clima es extremadamente seco con grandes amplitudes térmicas día/noche produciéndose nevadas frecuentes y fuertes lluvias hacia el mes de diciembre, el clima determina que predomine un bioma árido con páramos andinos y desiertos de altura apenas interrumpido por algunos pequeños oasis de riego e las zonas de vegas.

## Demografía
De acuerdo con el censo boliviano de 2024, la población de la provincia de Sud Lípez es de 6 099 habitantes.
La población de la provincia ha aumentado casi a la mitad en las últimas tres décadas:
| Año  | Habitantes | Fuente |
| ---- | ---------- | ------ |
| 1992 | 4 158      | Censo  |
| 2001 | 4 905      | Censo  |
| 2012 | 6 835      | Censo  |
| 2024 | 6 099      | Censo  |

Según el censo de 2001 la población total era de 4.905 habitantes lo que significó un incremento del 18 % respecto al censo de 1992. Con todo la densidad demográfica de esta provincia es de solo 0,3 habitantes/km² según censo de 2001.

Hasta la invasión quechua de fines del siglo XV la población estaba constituida por atacameños de la parcialidad llamada lípez, aún la mayoría de la población tiene ese origen pero ha sufrido primero la transculturación quechua y luego, desde 1535, la española de modo que en la actualidad la mayoría de la población habla el español y el quechua (ambos idiomas muy mezclados), estando étnicamente confundida con el conjunto llamado colla. Se considera que el 88 % de la población habla el español.

Censo lingüístico
| Lengua              | Municipio de San Pablo de Lípez | Municipio de Mojinete | Municipio de San Antonio de Esmoruco |
| ------------------- | ------------------------------- | --------------------- | ------------------------------------ |
| Quechua             | 1722                            | 595                   | 1344                                 |
| Aimara              | 24                              | 3                     | 9                                    |
| Guaraní             | 0                               | 0                     | 1                                    |
| Otro nativo         | 0                               | 0                     | 1                                    |
| Español             | 2043                            | 571                   | 1315                                 |
| Extranjero          | 9                               | 0                     | 0                                    |
| Solo nativo         | 313                             | 95                    | 204                                  |
| Nativo y en español | 1419                            | 503                   | 1146                                 |
| Solo en español     | 624                             | 68                    | 169                                  |

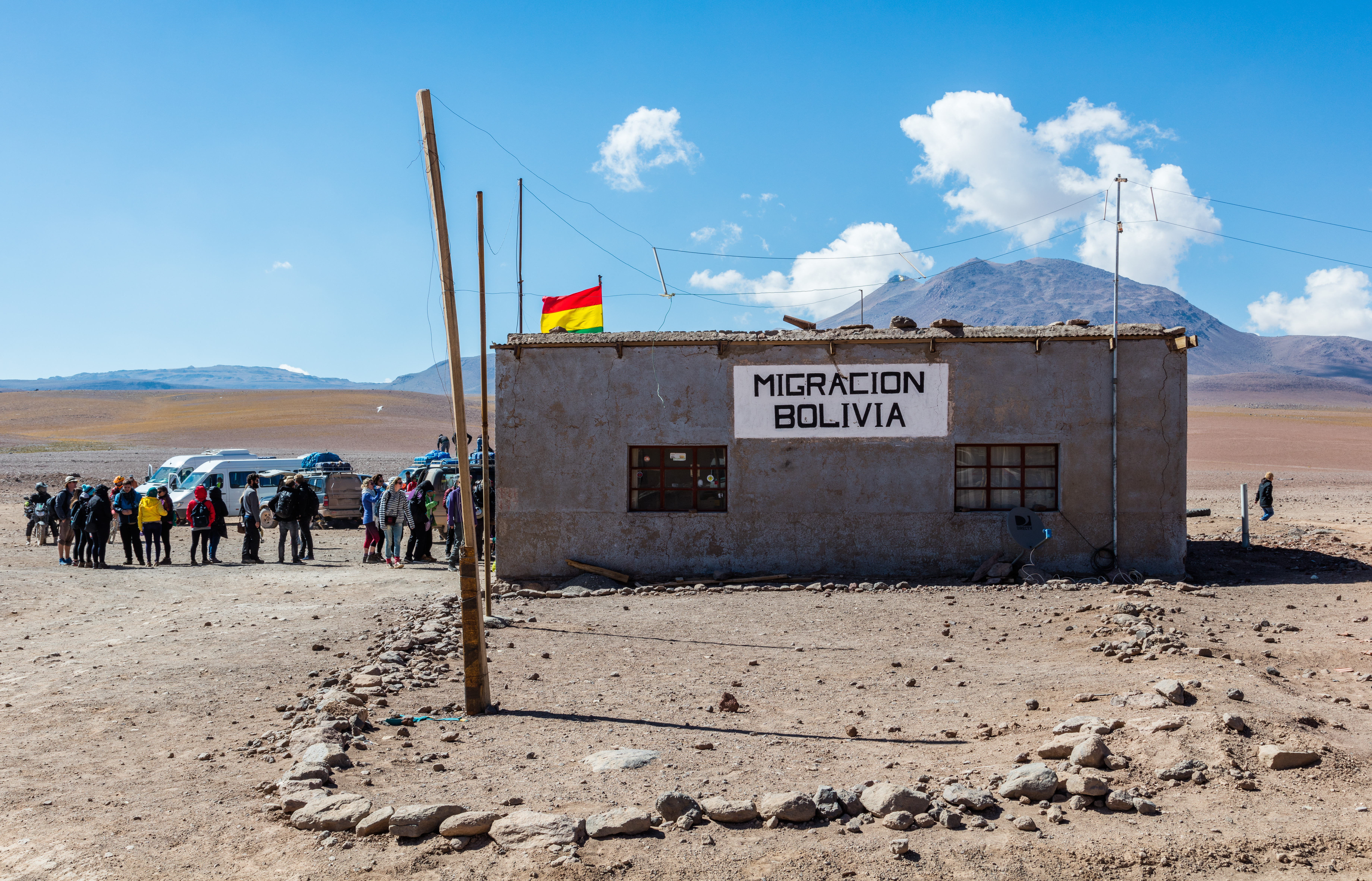
Paso fronterizo con Chile.

Un 86 % de los sudlipeños es católico y (desde hace pocas décadas) un 9 % está adscrito a alguna forma de protestantismo, con todo existen rasgos sincréticos derivados de las antiguas creencias prehispánicas.
El 69 % de los sudlipeños se dedica a la agricultura y pastoricia de subsistencia (papa, quinoa, llamas, alpacas, caprinos, ovinos); el 4 % trabaja en la minería (el territorio es rico en plomo, bórax, plata, cobre, estaño, oro pero la altitud y lo fragoso del terreno han dificultado el desarrollo de la actividad minera); otro 4 % se dedica a alguna industria artesanal (especialmente textil, seguida de tallados en piedra, cerámica y metalurgia); el 23 % está incluido estadísticamente en el sector servicios, ocultando en gran medida la desocupación o el empleo informal y transitorio con subocupación.

El 99,4 % de la población de esta provincia se encuentra privada de la electricidad domiciliaria y el 90 % de los servicios sanitarios (agua dulce potable y corriente, cloacas etc.).
Censo étnico
| Grupo étnico              | Municipio de San Pablo de Lípez (%) | Municipio de Mojinete (%) | Municipio de San Antonio de Esmoruco (%) |
| ------------------------- | ----------------------------------- | ------------------------- | ---------------------------------------- |
| Quechua                   | 81.5                                | 98.3                      | 88.4                                     |
| Aimara                    | 0.8                                 | 1.0                       | 0.5                                      |
| Guaraní, Chiquitos, Moxos | 0.0                                 | 0.0                       | 0.0                                      |
| No indígenas              | 17.5                                | 0.37                      | 10.9                                     |
| Otros grupos indígenas    | 0.1                                 | 0.0                       | 0.02                                     |

## División administrativa
Sur Lípez se encuentra dividida en tres municipios.
- Mojinete
- San Antonio de Esmoruco
- San Pablo de Lípez

| Municipio               | Población 2001 | Capital                 | Población 2001 |
| ----------------------- | -------------- | ----------------------- | -------------- |
| San Pablo de Lípez      | 2523           | San Pablo de Lípez      | 221            |
| Mojinete                | 716            | Mojinete                | 271            |
| San Antonio de Esmoruco | 1666           | San Antonio de Esmoruco | 370            |

- Nota La extensión varía según las fuentes, algunas le asignan 22 353 km².

## Lugares de interés
- Cordillera de Lípez
- Reserva Nacional de Fauna Andina Eduardo Abaroa
- Linzor
- Cerro Lípez
- Laguna Loromayu
- Laguna Hedionda
- Laguna Honda
- Vilama
- Árbol de Piedra
- Laguna Blanca
- Laguna Colorada
- Laguna Verde